# Ямаровка
Яма́ровка (рос. Ямаровка) — село у складі Красночикойського району Забайкальського краю, Росія. Входить до складу Черемховського сільського поселення.
Стара назва — Курорт Ямаровка.

## Населення
Населення — 98 осіб (2010; 136 у 2002).
Національний склад (станом на 2002 рік):
- росіяни — 99 %